# Бург (Бітбург-Прюм)
Бург (нім. Burg) — громада в Німеччині, розташована в землі Рейнланд-Пфальц. Входить до складу району Бітбург-Прюм. Складова частина об'єднання громад Зюдайфель.
Площа — 2,73 км2. Населення становить 23 ос. (станом на 31 грудня 2020).